# Евпаторийский городской совет
Евпатори́йский городско́й сове́т (укр. Євпаторійська міська рада, крымскотат. Kezlev şeer şurası, Кезлев шеэр шурасы) — орган местного самоуправления одноимённой территориальной общины Евпаторийского района Автономной Республики Крым Украины, до 2023 года также являлся подчинённой совету территорией города республиканского значения Евпатория Автономной Республики Крым (согласно позиции Украины; до 1991 года — в составе Крымской области, до 1945 года — в составе Крымской АССР). Орган местного самоуправления муниципального образования — городского округа Евпатория Республики Крым Российской Федерации (согласно позиции России, фактически контролирующей Крым).
Административный центр (местоположение одноимённого органа власти — горсовета) — город Евпатория.

## История
Евпаторийский городской совет первоначально включал единственный населённый пункт — город Евпатория, обладавший статусом города республиканского (с 1945 года областного) значения и не входивший в Евпаторийский район.
В 1963 году был упразднён Евпаторийский район в Крымской области УССР в составе СССР. Его территория была передана частично в Сакский район, другая часть была подчинена Евпаторийскому горсовету.
К 2014 году горсовет включал в себя, помимо собственно города Евпатории, также ещё три посёлка: Заозёрное (до 1948 года — Ялы-Мойнак), Новоозёрное и Мирный (каждый из них имел свой поселковый совет). Посёлок Заозёрное находится непосредственно рядом с городом, а Новоозёрное и Мирный — у берега озера Донузлав.
После аннексии Крыма в 2014 году в рамках созданного в России территориального деления Республики Крым вместо горсовета был создан городской округ Евпатория.
17 июля 2020 года парламент Украины, не признающий аннексию Крыма, принял постановление о новой сети районов в стране, которым предполагается объединить Сакский и Черноморский районы, Сакский и Евпаторийский горсоветы в Евпаторийский район, однако данное изменение не вступало в силу в рамках украинского законодательства до «возвращения Крыма под общую юрисдикцию Украины». 9 сентября 2023 года, несмотря на отсутствие контроля над полуостровом, вступили в силу поправки, которые ввели в действие данное постановление в отношении Крыма.

## Население
Численность наличного населения по Евпаторийскому горсовету на 1 февраля 2013 г. составила 123 481 человек, постоянного — 120 489 человек.
По данным всеукраинской переписи населения 2001 года, в населении присутствовали следующие этнические группы (численностью более 200 человек):
- русские — 64,9 %
- украинцы — 23,3 %
- крымские татары — 6,9 %
- белорусы — 1,5 %
- армяне — 0,5 %
- евреи — 0,4 %
- татары — 0,2 %
- поляки — 0,2 %
- молдаване — 0,2 %
- азербайджанцы — 0,2 %

Население Евпаторийского городского совета с 1926 по 2013 гг.
| Год   | Население |
| ----- | --------- |
| 1926* | 37 500    |
| 1939* | 42 300    |
| 1959* | 44 000    |
| 1970* | 89 000    |
| 1979* | 100 000   |
| 1989* | 113 400   |
| 1991  | 117 200   |

| Год   | Население |
| ----- | --------- |
| 1995  | 123 000   |
| 1996  | 127 700   |
| 2001* | 133 100   |
| 2009  | 123 392   |
| 2010  | 123 147   |
| 2012  | 123 449   |
| 2013  | 123 465   |